# Rinpoche

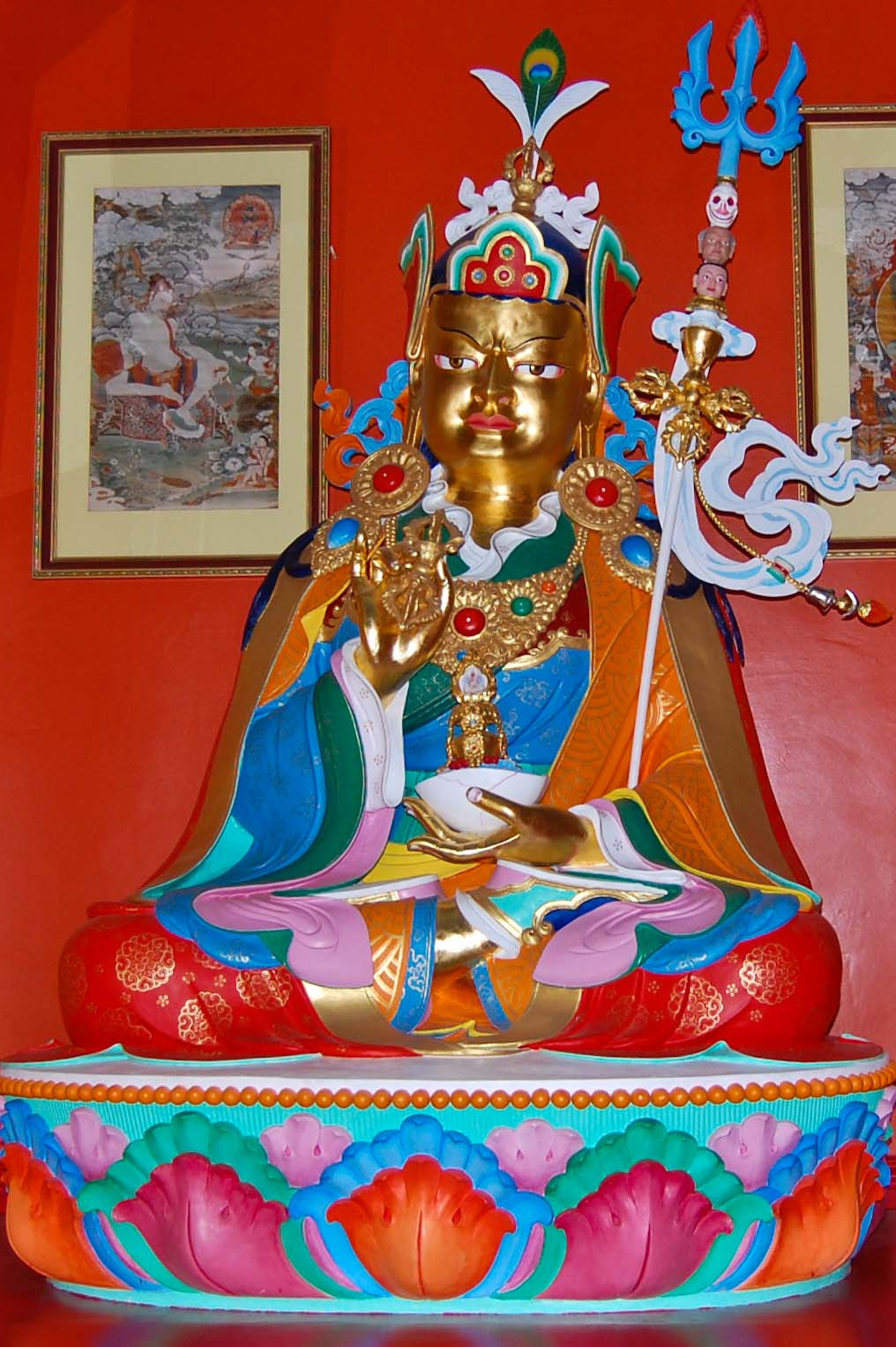
Tượng thờ vị Guru Rinpoche (Sư Tôn bảo) Liên Hoa Sinh (Padmasambhava)

Rinpoche hay còn gọi là Rimboche hoặc Rinboku (tiếng Tây Tạng: རིན་པོ་ཆེ, phiên âm: Rinpoché hay Rinboqê, Hán-Việt Nhân Ba Thiết) là một thuật ngữ kính trọng tôn xưng được sử dụng trong ngôn ngữ Tây Tạng. Rinpoche (Tôn bảo) có nghĩa đen là "thứ quý giá" và có thể ám chỉ một người, địa điểm hoặc đồ vật như các từ "đá quý" hoặc "viên ngọc" (tiếng Phạn: Ratna ). Từ này bao gồm thành tố Rin (giá trị) và Po (hậu tố danh nghĩa) và Chen (có nghĩa lớn). Từ Rinpoche này được sử dụng trong ngữ cảnh của Phật giáo Tây Tạng như một cách thể hiện sự thành kính tôn trọng khi xưng hô với những người được công nhận là đấng tái sinh, lớn tuổi hơn, được kính nể trọng vọng, hoặc nhân vật đáng chú ý, có học thức và/hoặc một vị Lạt ma đắc đạo hoặc những vị thầy dạy Pháp (đạo sư), có nghĩa là Tôn ông/Quý ngài. Tôn xưng Rinpoche cũng được dùng như một kính ngữ dành cho các vị trụ trì của các tu viện Phật giáo Tây Tạng.